# Pyke River
Der Pyke River ist ein Fluss in der Region Southland auf der Südinsel von Neuseeland.

## Geographie
Der Pyke River, der Teil der Fiordland genannten Berglandschaft ist und sich im Fiordland National Park befindet, wird durch den Zusammenfluss des Sealy Stream mit dem Trinity Stream westlich der Olivine Range gebildet. Nach einem zunächst 4 km nördlichen Flussverlauf schwenkt der Pyke River für rund 6 km  in westnordwestliche Richtung, um dann in einem Bogen nach Süden zu driften. Nach Flusskilometer 21 mündet der Pyke River an der nordöstlichen Seite des Lake Wilmot in den See, dessen Wasserspiegel sich auf einer Höhe von 30 m befindet.
Der See besitzt eine Länge von 2,4 km in Nord-Süd-Richtung und eine maximale Breite von rund 1,2 km in Westsüdwest-Ostnordost-Richtung. An der südwestlichen Ecke des Sees, der eine fast rechteckige Ausdehnung besitzt, befindet sich der Abfluss des Pyke River. Dieser fließt von dort in einigen wenigen Windungen zum Lake Alabaster/Wāwāhi Waka, den er nach rund 12 Flusskilometer erreicht.
Dieser See besitzt eine Länge von rund 6 km und dehnt sich in Nordnordost-Südsüdwest-Richtung aus. Seine maximale Breite beträgt rund 1,1 km und liegt mit seinem Wasserspiegel auf einer Höhe von 18 m. Der Pyke River setzt mit dem Abfluss des Sees, der sich an der südsüdwestlichen Seite befindet, seinen Weg in südsüdwestliche Richtung fort, bis er nach rund 1,8 km in den Hollyford River/Whakatipu Kā Tuka mündet.
Nebenflüsse sind der Red Pyke River und der Wilmot River rechtsseitig und linksseitig der Barrier River sowie der Olivine River.

## Wanderweg
Rund 1,1 km flussaufwärts vom Mündungsbereich des Pyke River überquert der 56 km lange Hollyford Track in Form einer rund 60 m langen schwingenden Hängebrücke den Fluss. Ein Abstecher von diesem Wanderweg führt wenige hundert Meter östlich der Brücke für rund 2,5 km an der Ostseite des Lake Alabaster/Wāwāhi Waka entlang in nördliche Richtung.
Vom nördlichen Ende des Lake Alabaster/Wāwāhi Waka führt dann die Pyke Big Bay Route weiter nach Norden, entlang der Ostseite des Lake Wilmot und verläuft dann als Pyke Track weiter, bis der Pyke River nach Osten abdreht und der Track die entgegengesetzte Richtung einnimmt, die bis zur Big Bay an der Westküste der Südinsel führt.